# 前田紅葉
前田 紅葉（まえだ もみじ、2月16日 - ）は、日本の漫画家、イラストレーター。山形県出身、千葉県在住。水瓶座の血液型A型。主にボーイズラブ作品を執筆している。旧ペンネームはししゃも 歳三（ - としぞう）。

## 作品

### 漫画
- またたび先生走る（全2巻、心交社、Chocolat comics）
- 誘惑の羊（2005年、心交社、ショコラコミックス）
- 極東の花婿（2007年）
- 孤独の鐘が鳴る（2008年）
- 我が愛しの執事殿（2009年）

### イラスト
- まなざしから堕ちる恋（高峰あいす）
- ねじれた交渉（2005年、泉美アリナ）
- 魔都に散る純潔の薔薇
- 提督閣下のロマンス
- 月影楼恋愛譚
- 海賊王は虜を愛す
- 海賊王は恋に跪く
- 恋情の音色
- 罪作りな契約は恋する妖魔と
- 萌えよ　幕末女子　蛤御門でつかまえて
- 少年王は砂漠の花を略奪する
- 時間を超えて愛してる（2011年、高月まつり）